# 오소경 (올야)
오소경(烏昭慶, ? ~ 1004년?, 재위:999년?~1004년?)은 올야의 2대 황제로 알려진 인물이다. 실체는 파악되지 않았다.
| 전 대 오소도 | 제2대 올야 황제 999년? - 1004년? | 후 대 대연림(사실상) |